# Reiherweg
Der Reiherweg ist der nördliche und letzte Teil der niedersächsischen Drei-Seen-Route. Diese verbindet die drei größten und bedeutendsten Gewässer dieser Region, den Dümmer See, die Thülsfelder Talsperre und das Zwischenahner Meer, miteinander. Nördlich der Thülsfelder Talsperre wechselt die Routenbeschilderung von „Radweg Oldenburger Münsterland“ auf „Reiherweg“. Südlich des Küstenkanales trifft er bei Süddorf auf das Kreisgebiet des Landkreises Ammerland und folgt der ehemaligen Kleinbahntrasse über Edewecht nach Bad Zwischenahn. Er durchquert alte Moorlandschaft, deren typisches Merkmal noch heute die Weite der ehemaligen Moorflächen ist.